# Luciano Floridi
Luciano Floridi (Roma, 16 novembre 1964) è un filosofo italiano naturalizzato britannico, professore ordinario di filosofia ed etica dell'informazione presso l'Oxford Internet Institute dell'Università di Oxford, dove è direttore del Digital Ethics Lab, nonché professore di Sociologia della comunicazione presso l'Università di Bologna.
Floridi è principalmente conosciuto per il suo lavoro di ricerca filosofica riguardante: la filosofia dell'informazione, la filosofia dell'informatica e l'etica informatica e per aver coniato il termine Onlife.
Dal 28 gennaio 2025 è presidente della Fondazione Leonardo - Civiltà delle Macchine, succeduto a Luciano Violante. 

## Biografia
Laureato all'Università di Roma "La Sapienza", Floridi è in possesso di un dottorato di ricerca conseguito all'Università di Warwick e di un M.A. all'Università di Oxford. Prima dell'attuale incarico, Floridi ha insegnato, in qualità di professore associato, logica ed epistemologia all'Università di Oxford e all'Università di Bari. In qualità di professore ordinario, invece, ha insegnato filosofia dell'informazione presso l'Università dello Hertfordshire, dove è anche stato titolare della Cattedra UNESCO Chair of Information and Computer Ethics.
È conosciuto per i suoi studi sulla tradizione scettica (scetticismo), ma principalmente per il suo lavoro di fondazione della filosofia dell'informazione e dell'etica informatica, due campi che ha contribuito a costituire. È stato fondatore e coordinatore, con Jeff Sanders, dello IEG, gruppo di ricerca interdipartimentale sulla filosofia dell'informazione all'Università di Oxford. Ha lavorato nella  Humanities Computing e ha fondato e diretto il Sito Web Italiano di Filosofia (SWIF). È stato presidente della IACAP (International Association for Computing And Philosophy), della quale in passato è stato anche vicepresidente.
Il 12 ottobre 2022 viene insignito del titolo di Cavaliere di Gran Croce dell'Ordine al Merito della Repubblica Italiana  per decreto del Presidente della Repubblica, Sergio Mattarella, nel corso di una cerimonia al Quirinale.
I suoi lavori sono stati tradotti in ceco, cinese, francese, giapponese, greco, persiano, polacco, portoghese, ungherese.

## Pensiero
Durante la laurea ha studiato da classicista e da storico della filosofia. Nel Regno Unito, prima a Warwick e poi a Oxford, si è interessato di filosofia della logica ed epistemologia. Si è quindi occupato di diversi argomenti filosofici tradizionali, alla ricerca di una nuova metodologia, con l'obiettivo di riuscire ad avvicinarsi ai problemi contemporanei in una prospettiva che fosse efficace dal punto di vista euristico e potesse allo stesso tempo anche costituire un arricchimento intellettuale nell'affrontare le questioni filosofiche dei nostri giorni. Molto presto, ha iniziato a distanziarsi dalla filosofia analitica classica. Secondo Floridi, il movimento analitico aveva perso la sua spinta iniziale ed era ormai un paradigma sempre più debole, scolasticizzato. Per questo motivo, ha concentrato i suoi interessi su una nuova fondazione dell'epistemologia. Nel suo primo libro, Scepticism and the Foundation of Epistemology, andava già alla ricerca di un concetto di "conoscenza-indipendente-dal-soggetto", vicino a ciò che oggi definisce informazione semantica.
Secondo Floridi, è necessario sviluppare una filosofia costruzionista, all'interno della quale il design, la creazione di modelli e le implementazioni sostituiscano analisi frivole e esami cavillosi. In questo modo, la filosofia ha la speranza di non chiudersi in un angolo sempre più angusto, fatto di ricerche autosufficienti e che interessano solo a sé stesse, e di riacquistare un punto di vista più ampio sui problemi che sono realmente determinanti nella vita umana. Così, lentamente, Floridi è giunto a prendere in considerazione la filosofia dell'informazione, una nuova area di ricerca emersa dalla svolta computazionale, avvicinandola da due prospettive, quella puramente teorica della logica e dell'epistemologia, e quella più tecnica dell'informatica, in particolare dell'etica del computer, della teoria dell'informazione e della humanities computing.
Nella prefazione di Philosophy and Computing, pubblicato nel 1999, Floridi scrive che il libro è pensato per due tipi di studenti di filosofia: gli studenti che hanno bisogno di acquisire conoscenze di IT necessarie per fare uso del computer in maniera efficace, e gli studenti che possono essere interessati ad acquisire le conoscenze di sfondo indispensabili per la comprensione critica della nostra era digitale e dunque iniziare a lavorare sulla nuova branca della filosofia che si va formando, proprio la Filosofia dell'informazione, che Floridi si augura un giorno possa diventare parte integrante della cosiddetta Philosophia Prima. Da allora, la PI, o PCI (Philosophy of Computing and Information), è diventata il suo maggiore interesse di ricerca.
In PI, Floridi sostiene che ci sia bisogno di un concetto più ampio di elaborazione e di flusso dell'informazione, che includa la computazione, ma non solo. Questa nuova prospettiva fornisce una cornice teorica molto efficace all'interno della quale inserire e dare significato alle differenti linee di ricerca che hanno preso forma dagli anni cinquanta a oggi. Il secondo vantaggio è la prospettiva diacronica fornita da PI, che permette di inquadrare lo sviluppo della filosofia nel tempo. Secondo Floridi, PI fornisce infatti un punto di vista molto più ampio e profondo su ciò che la filosofia avrebbe cercato di fatto di realizzare nel corso dei secoli.

## Vita privata
Il filosofo è sposato con Anna Christina Nobre, docente di neuroscienza alla Yale University di fama internazionale.
A gennaio 2025 è apparso nella trasmissione di Rai Tre "Splendida Cornice", intervistato da Geppi Cucciari.

## Opere
- Scepticism and the Foundation of Epistemology - A Study in the Metalogical Fallacies. Leida: Brill, 1996.
- Internet - An Epistemological Essay. Milano: Il Saggiatore, 1997.
- Philosophy and Computing: An Introduction. Londra/New York: Routledge, 1999.
- Sextus Empiricus, The Recovery and Transmission of Pyrrhonism. Oxford: Oxford University Press, 2002.
- The Blackwell Guide to the Philosophy of Computing and Information. Oxford: Blackwell UK, 2003.
- Infosfera - Filosofia e Etica dell'informazione. Torino: Giappichelli Editore, 2009.
- Information – A Very Short Introduction. Oxford: Oxford University Press, 2010 (trad. it. di Massimo Durante, La rivoluzione dell'informazione. Torino: Codice, 2012).
- The Philosophy of Information. Oxford: Oxford University Press, 2011 (trad. it. Filosofia dell’informazione. Milano: Raffaello Cortina Editore, 2024).
- The Fourth Revolution - How the infosphere is reshaping human reality. Oxford: Oxford University Press, 2014 (trad. it. La quarta rivoluzione. Come l’infosfera sta trasformando il mondo. Milano: Raffaello Cortina Editore, 2017).
- The Ethics of Information. Oxford: Oxford University Press, 2013.
- The Logic of Information. Oxford: Oxford University Press, 2019 (trad. it. Pensare l’infosfera. La filosofia come design concettuale. Milano: Raffaello Cortina Editore, 2020).
- The Cambridge Handbook of Information and Computer Ethics. Cambridge: Cambridge University Press, 2010.
- The Ethics of Artificial Intelligence. Principles, Challenges, and Opportunities. Oxford: Oxford University Press, 2023 (trad. it. Etica dell'intelligenza artificiale. Sviluppi, opportunità, sfide. Milano: Raffaello Cortina Editore, 2022).